# دادانوفکا
دادانوفکا (به لاتین: Dadanovka) یک منطقهٔ مسکونی در روسیه است که در باشقیرستان واقع شده‌است.